# Василевський Пантелеймон Казимирович
Пантелеймон Казимирович Василевський (справжнє ім'я: Пантелеймон Миколайович Блажунь, нар. 4 грудня 1922, с. Пахутинці, нині Волочиського району Хмельницької області-помер 23 жовтня 2014 р) — український громадсько-політичний діяч, публіцист. Член Братства ОУН–УПА.

## Життєпис
У 1930 році у восьмирічному віці разом із сім'єю засланий як «куркуль» до Архангельської області (РФ), звідки був викуплений родичами і повернутий на Україну.
У 1933 році родина втекла від голодомору в Росію. У 1935 усиновлений литовцем Казимиром Василевським. Від 1937 жив на Кубані, навчався у Донському політехнічному інституті (місто Новочеркаськ).
Від вересня 1941 — на фронті, був важко поранений, потрапив у полон. У серпні 1942 втік із полону і за сприяння українців у місті Єйськ (Кубань) вступив до південної Похідної групи ОУН. Виконував завдання ОУН на Кубані і в Маріуполі, у липні 1944 брав участь у створенні в гірських районах Кубані першої сотні УПА (криптонім КоПА — Козацька повстанська армія, командир А. Плетінь, псевдо — Шум).
Навесні 1946 відряджений на Поділля і Буковину. У липні 1948 заарештований і восени засуджений військовим трибуналом до 25 років таборів з відправкою у Мінлаг (м. Інта, РФ), де 1950 вдруге засуджений до 25 років за участь у створенні табірної повстанської організації «Північне сяйво» і відправлений на Колиму в Берлаг, де став інвалідом 1-ї групи.
Після звільнення і реабілітації у 1956 році працював на Кубані, від 1965 — у Дрогобичі.
Закінчив Львівський університет (1970).

## Творчість
Автор численних публікацій у пресі України з новітньої історії (діяльність ОУН–УПА, події в ГУЛАГу), краєзнавства Кубані та Прикарпаття, серед них:
- «На захист українського національного прапора» // «Дзвін», 1990, № 9;
- «Гекатомба голоду в Україні 1932–33 рр.: Спогади-розшуки» // «Сучасність», 1991, № 6;
- «Кубань — дочка України. Ч. 1. На Кубань через тайгу і Росію: Спогади з 1933– 37 рр.» // «Україна в минулому», 1995, № 7.

Опублікував книги спогадів:
- «В ім'я України: Кубань, Буковина, Колима (Спогади і бібліографія)» (Львів, 2000).
- «Із спогадів» (Львів, 2000).